# デーン・チッタコーン
デーン・チッタコーン(タイ語: แดง จิตกร、英: Dang Jittakorn)ことソムチット ・ゲッドブーキーウ （タイ語: สมจิตร เกตุภูเขียว、英: Somchit Kethphukeaw、1970年2月14日 - 2016年4月30日）は、タイの歌手、ソングライター、音楽プロデューサー。
彼は2000年代から2010年代にかけてルクトゥンの曲で有名になり成功を収めた。
彼のキャラクターと歌が多くのリスナーに知られるようになるまで急速に人気を博したことから、彼は「ターボボーイ」と呼ばれた。

## 人生とキャリア
1970年2月14日、彼はタイのコンケンで生まれた。 幼い頃、両親が別居しなければならなかったため、彼は祖母と一緒に暮らしている。 彼は幼い頃から音楽に興味を持っていた。 18歳で、彼は舞台裏のチームとしてカントリーバンドに参加した。 しかし、メインシンガーが病気になった後、彼はバンドシンガーになる機会を与えられた。
1994年10月、彼はSymphony Labelとの最初のソロアルバム「RorPorPho Hua Jai」をリリースしたが、成功しなかった。その後数年間、彼はKCS Groupに移り、2ndアルバムをリリースした。 1999年、彼は「NamTaPhaLhao」でC.M.Cの下で6枚目のアルバムを成功させた。しかし、このアルバムは1年間しかリリースされておらず、契約と著作権の問題のためにC.M.Cを辞任した。 2000年に彼はTopline Musicのレーベルの下でタイトル曲「PhaLhaoPhaRuk」で7枚目のアルバムをリリースしました。後で。彼の8枚目のアルバムは有名な曲「HuaJaiKuedHod」で大成功を収めました。 2002年7月、ダンは11枚目のアルバム「Bork Ai Dai Bor」をリリースし、有名なシングル「Mon Ruk TorJorWor」をリリースした。彼のシングルは、特に市内で働く田舎の人々の間で非常に人気のあるバラード曲だった。次の年の間、彼はマライトン賞で最優秀男性アーティストを獲得した。 2003年12月には12枚目のアルバム「KorPenArlai Ruk」もリリースし、2004年11月、同庁の映画「Yoad Chai Nai Kum Mao」の主演に選ばれ、2005年8月にVCD形式で公開された。
2007年3月、彼は15枚目のアルバム「HuaJai SahMaeHuk」をタイトル曲「Sukkawar Nah Nhao」でリリースした。 これは人気があり、多くのラジオ局の音楽チャートに含まれている曲である。しかし、このアルバムは、この曲が人々に人気になった後に名前が変更された。
2010年9月15日、彼はいくつかのプロモーション曲を収録したアルバム「Sook Suk Wun Kid Hord」をリリースし、最初のミュージックビデオ「BorkKub Kao Wa ... KeeMao Tho Ma」をテレビ番組と オンライン。 2010年のアルバムから4年間休止した後、彼は「Sao3G」と「SaoSar Luem Sorrapun」で新しいアルバムからいくつかの曲を明らかにするために戻ってきた。 最新アルバムは5月20日にリリースされ、2014年7月14日にYouTube経由でミュージックビデオを公開した 

### 死
2015年9月、彼は5月に咽頭がんと診断されたと通信社を介してインタビューした。彼はすぐに治療を受けて治癒するために彼のキャリアを保留していた。 
2016年4月、彼は自分の癌がステージ5に広がっていることを発見した。彼は4月14日にブリラム病院で治療を受け始めた。復興期には多くの芸術家やファンが訪れ、彼を励ました。 4月30日、彼は自宅で鼻咽頭がんで突然亡くなった。 

#### トリビュート
彼の死後、2016年5月23日と24日にコンピレーションアルバムが「OpenTheLegend」と「WithLoveandEngagement」というタイトルでCDとMP3形式でリリースされた。
2018年、彼の最後のアルバムのシングル「Nitarn Glam Lhao」が、TikTokのバイラルビデオクリップから再び言及された。 2019年後半、3枚目のアルバムのモーラムの曲「Fah Klai Din」は、多くのモーラムバンドでカバーされた後、1996年にアルバムがリリースされてから23年で再びトレンドになった。

## ディスコグラフィー

### スタジオアルバム
|      | 発売日 | タイトル                                         | レーベル         |
| ---- | ------ | ------------------------------------------------ | ---------------- |
| 1st  | 1994   | Ror Por Pho Hua Jai (รปภ. หัวใจ)                  | Symphony Records |
| 2nd  | 1995   | Apai Pee ... Na (อภัยพี่...นะ)                      | KCS Group        |
| 3rd  | 1996   | Fah Klai Din (ฟ้าไกลดิน)                           | KCS Group        |
| 4th  | 1997   | Jod Mai Teung Toi (จดหมายถึงต้อย)                  | KCS Group        |
| 5th  | 1998   | Kor Waela Bucha Mae (ขอเวลาบูชาแม่)                | KCS Group        |
| 6th  | 1999   | Luem Jai Wai Isan (ลืมใจไว้อีสาน)                   | C.M.C            |
| 7th  | 2000   | Pha Lhao Pha Ruk (ผ่าเหล้าผ่ารัก)                    | Topline Music    |
| 8th  | 2000   | Hua Jai Kued Hod (หัวใจคึดฮอด)                     | Topline Music    |
| 9th  | 2001   | Rak Salai Kang Hai Lhao (รักสลายข้างไหเหล้า)        | Topline Music    |
| 10th | 2001   | Namta Nah Darn (น้ำตาหน้าด้าน)                      | Topline Music    |
| 11th | 2002   | Bork Ai Dai Bor (บอกอ้ายได้บ่)                      | Topline Music    |
| 12th | 2003   | Kor Pen Arlai Ruk (ขอเป็นอะไหล่รัก)                 | Topline Music    |
| 13th | 2004   | Kued Hord Barn Hao Noh (คึดฮอดบ้านเฮาเนาะ)         | Topline Music    |
| 14th | 2005   | Pee Dang Kon Derm (พี่แดงคนเดิม)                    | Topline Music    |
| 15th | 2007   | Sukkawar Nah Nhao (สักวาหน้าหนาว)                  | Topline Music    |
| 16th | 2008   | Huang Jao... Sao Rong Ngarn (ห่วงเจ้า...สาวโรงงาน) | Topline Music    |
| 17th | 2009   | Ngarm Karm Pee (งามข้ามปี)                         | Topline Music    |
| 18th | 2010   | Sook Suk Wun Kid Hord (สุขสันต์วันคิดฮอด)             | Topline Music    |
| 19th | 2014   | Sao Sa Luem Sorrapun (สาวส่าลืมสรภัญญ์)              | Topline Music    |

### リメイクアルバム
| 発売日 | タイトル                                        | レーベル      | 規格                               |
| ------ | ----------------------------------------------- | ------------- | ---------------------------------- |
| 2006   | Ruam Hit Pleng Morlum (รวมฮิตเพลงหมอลำ)          | Topline Music | カセットテープ, CD Audio, Video CD |
| 2006   | Ruam Hit Pleng Morlum Vol. 2 (รวมฮิตเพลงหมอลำ 2) | Topline Music | カセットテープ, CD Audio, Video CD |

### ベストアルバム
| 発売日 | タイトル                                           | レーベル      | 規格                         |
| ------ | -------------------------------------------------- | ------------- | ---------------------------- |
| 2001   | Best Hits of Dang Jittakorn                        | Topline Music | カセットテープ, CD, Video CD |
| 2003   | Dang...Talub Thong (デーン ... ゴールデンカセット) | Topline Music | カセットテープ, CD, Video CD |
| 2005   | Greatest Hit 16 songs: Diamond Cassette Collection | Topline Music | カセットテープ, CD, Video CD |
| 2010   | 16 Greatest Hits Collection Vol.6                  | Topline Music | CD, Video CD                 |
| 2012   | 16 Hits Billion Level                              | Topline Music | CD, Video CD                 |
| 2016   | Open Legend (凡例を開く)                           | Topline Music | CD, Video CD                 |
| 2016   | With Love and Engagement (愛と婚約をもって)        | Topline Music | CD MP3                       |

### 参加楽曲
| 発売日 | タイトル                                  | アーティスト | 備考                                    |
| ------ | ----------------------------------------- | ------------ | --------------------------------------- |
| 2008   | Kue Kao Mae Hao Klai (คือเก่าแม้เฮาไกล)      | Aim Apassara | スタジオアルバム「AokHukPaiDang」に収録 |
| 2008   | Kried Hai Pror Jai Huk (เครียดให้เพราะใจฮัก) | Aim Apassara | スタジオアルバム「AokHukPaiDang」に収録 |